# Hiền Ninh, Sóc Sơn
Hiền Ninh là một xã thuộc huyện Sóc Sơn, thành phố Hà Nội, Việt Nam.
Xã Hiền Ninh nằm ở phía tây nam huyện Sóc Sơn, có địa giới hành chính:
- Phía đông giáp xã Quang Tiến
- Phía tây giáp xã Tân Dân
- Phía nam giáp các xã Quang Tiến và Thanh Xuân
- Phía bắc giáp các xã Minh Phú và Nam Sơn.

Xã Hiền Ninh có diện tích 13,17 km², dân số năm 2022 là 13.812 người, mật độ dân số đạt 1.048 người/km².